# Феодосий Хиландарец
Феодосий Хиландарец (серб. кир. Теодосије Хиландарац) (около 1246 — около 1328) — сербский монах Хиландарского монастыря, один из самых важных сербских писателей Средневековья. Был включён Сербской академией наук и искусств в число ста выдающихся сербов.

## Биография
Являлся духовным лидером короля Стефана Дечанского.
Занимался сохранением памяти святого Симеона Мироточивого (Стефана Немани) и святого Саввы, которые заложили основы сербской национальной и культурной идентичности.
По указанию Доментиана около 1291 года переработал житие святого Саввы. Кроме того, написал несколько канонов, литургий и других произведений, посвященных святым Симеону и Савве, а также произведения (жития и другие), посвященные святому Петру Коришке.
«Житие святого Петра Коришки» — наиболее успешное в художественном отношении произведение древней сербской литературы. Его повествование иногда драматично, но всегда сосредоточено на внутреннем состоянии героя. Из-за таких тенденций это произведение было названо романом, а Феодосий — первым сербским романистом.
«Житие святого Саввы» — одно из первых комплексных произведений в древней сербской литературы. Феодосий был во многом новатором, но он также пытался освежить рассказ новой структурой предложений и композиционной обработкой текста. Таким образом, персонажи сербской истории возникают из литературного монолита, в котором они были оставлены писателями прошлых веков, и освещаются с разных сторон.